# Ex Oriente (seria wydawnicza)
Seria książkowa Wydawnictwa Uniwersytetu Jagiellońskiego poświęcona historii, kulturze, religiom i zwyczajom państw Orientu. W serii ukazują się zarówno opracowania, jak i teksty źródłowe należące do kanonu tradycji Wschodu.
Tomy wydane w serii:
- Cesarska armia Japonii 1853-1945 (Edward J. Drea 2012)
- Chiny. Historia i kultura (W. Scott Morton, Charlton M. Lewis 2007)
- Drogą okrężną i wprost do celu. Strategie sensu w Chinach i Grecji (Francois Jullien 2006)
- Filozofia indyjska. Wprowadzenie (Sue Hamilton 2010)
- Filozofia japońska (H. Gene Blocker, Christopher L. Starling 2008)
- Filozoficzne podstawy sztuki kręgu konfucjańskiego. Źródła klasyczne okresu przedhanowskiego (Anna Iwona Wójcik 2010)
- Hinduizm. Wprowadzenie (Gavin Flood 2008)
- Historia Japonii (Conrad Totman 2009)
- Historia współczesnych Chin. Od Mao do gospodarki rynkowej (John Gittings 2010)
- Japończycy. Kultura i społeczeństwo (Joy Hendry 2013)
- Klasztor Shaolin. Historia, religia i chińskie sztuki walki (Meir Shahar 2011)
- Konfucjanizm. Wprowadzenie (Xinzhong Yao 2009)
- Księga dao i de z komentarzami Wang Bi (Laozi, tłumaczenie Anna Iwona Wójcik 2006)
- Kultura japońska (Paul Varley 2006)
- Narodziny japońskich tradycji. Yoshimasa i Srebrny Pawilon (Donald Keene 2013)
- Oko i Skarbiec Prawdziwego Prawa. Tom II. Zwoje XVII-XL (Dōgen Kigen 2014)
- Pochwała nieokreśloności. Zapiski o myśli i estetyce Chin (Francois Jullien 2006)
- Podstawy buddyzmu (Rupert Gethin 2010)
- Poskromienie samurajów. Honorowy indywidualizm i kształtowanie się nowożytnej Japonii (Eiko Ikegami 2011)
- Sakuteiki. Zapiski o zakładaniu ogrodów (Wstęp i tłumaczenie Joanna Zakrzewska 2013)
- Samurajowie i sacrum (Stephen Turnbull 2012)
- Spór konfucjanistów z legistami. W kręgu chińskiej kultury prawnej (Mateusz Stępień 2014)
- Starożytna myśl chińska (Benjamin I. Schwartz 2009)
- Starożytne Indie. Historia subkontynentu indyjskiego od ok. 7000 r. p.n.e. do 1200 r. n.e. (Burjor Avari 2011)
- Systemy myślenia ludów Wschodu. Indie, Chiny, Tybet, Japonia (Hajime Nakamura 2005)
- Taoizm. Wprowadzenie (Livia Kohn 2012)
- Tybetańczycy (Matthew T. Kapstein 2010)
- Wprowadzenie do filozofii chińskiej. Od myśli starożytnej do chińskiego buddyzmu (JeeLoo Liu 2010)
- Zen i kultura japońska (Daisetz T. Suzuki 2009)
- Zen na wojnie (Brian Victoria 2005)